# Daniela de Jesus
Daniela de Jesus Cosio (La Paz, 11 gennaio 1986) è una supermodella messicana.

## Carriera
Daniela de Jesus inizia la sua carriera da modella nel 2005, infatti dopo aver partecipato ad un concorso di bellezza in Messico viene notata dall'agenzia di moda Major Model Management. Da allora Daniela ha sfilato per alcuni grandi nomi della moda come Giambattista Valli, Vivienne Westwood, Alexandre Vauthier, Marchesa, Jean Paul Gaultier, oltre ad essera stata inoltre il volto di molte campagne pubblicitarie, come quelle di Emporio Armani, Golden Point, Guess, Pantene, Yamamay, Victoria's Secret e Ralph Lauren Fragrances.
Nel maggio 2013 sfila al Calzedonia Summer Show, esperienza ripetuta anche nel 2015 e 2016. nel mese di luglio 2013 viene annunciato che sarà la nuova testimonial di Maybelline, accanto a Emily DiDonato, Julia Stegner e molte altre.
Nel 2014 è tra le protagoniste del calendario Maybelline. Nel 2017 viene scelta da Calzedonia per sfilare al Calzedonia Leg Show. Nel gennaio 2020 sfila a Parigi per la collezione di Giorgio Armani Privé.

## Vita privata
Ha avuto una relazione con il modello Andrea Marcaccini terminata nel giugno 2016, dopo le accuse, della modella, di violenza da parte del fidanzato.

## Agenzie
- Major Model – Milano
- Model Management – New York
- Mp – Miami, Parigi
- MGM Models – Amburgo
- Francina Models – Barcellona

## Campagne pubblicitarie
- Aubade
- Chilly (2012-2015)
- Clarins (2011-2014)
- Express Loyalty Fragrance for Men (2012)
- Emporio armani
- Estée Lauder Kilian Can't Stop Loving You Fragrance (2023)
- Express P/E (2012)
- Guess Lingerie (2009)
- Guess Swimwear (2021)
- Golden Point (2011-2012)
- Garnier (2012)
- La Senza
- L'Oreal (2012)
- Love Express Fragrance (2012)
- Marsel
- Maybelline (2013-2014)
- Miss Bikini Luxe P/E (2022)
- Pantene (2011)
- Philipp Plein A/I (2014)
- Pink Victoria's Secret
- Police P/E (2015)
- Ralph Lauren Big Pony Collection Fragrance (2012)
- Vinni
- Yamamay (2009)